# نانسی گوتیرس
نانسی گوتیرس (اسپانیایی: Nancy Gutiérrez‎؛ زادهٔ ۲ ژوئن ۱۹۸۷) بازیکن فوتبال زن اهل مکزیک است.
وی همچنین در تیم‌های ملی فوتبال زیر ۱۹ سال زنان مکزیک و زنان مکزیک بازی کرده‌است.